# Eric Avery
Pour les articles homonymes, voir Avery.
Eric Avery est né le 25 avril 1965 à Los Angeles, Californie. Il était le bassiste du groupe de rock alternatif Jane's Addiction et est le fils de l'acteur Brian Avery. Eric Avery et Dave Navarro se sont rencontrés à la John Thomas Dye School de Bel Air, Californie.
À la suite de son départ de Jane's Addiction au terme la tournée du festival itinérant Lollapalooza, créé par Perry Farrell, Avery a été relativement discret. Après avoir participé au projet Deconstruction avec Dave Navarro en 1993, il a constamment décliné les offres de reformation de Jane's Addiction. Il a par ailleurs enregistré quelques chansons, tourné et eu une brève relation avec Alanis Morissette. En 1995, il forme son propre groupe, Polar Bear, mélange de rock alternatif et de musique électronique. Le groupe prendra fin en 2000. Il auditionne pour le poste de bassiste au sein de Metallica, mais c'est finalement Robert Trujillo qui est choisi. Avery a ensuite enchaîné de nombreuses collaborations, par exemple avec Garbage en 2005 pour la tournée de l'album Bleed Like Me, ou encore Peter Di Stefano sur quelques titres de son album solo.
Eric Avery a également travaillé avec Billy Corgan et The Smashing Pumpkins, mais n'a finalement pas rejoint le groupe.
En 2007, il enregistre son premier album solo, intitulé Help Wanted, qui voit le jour le 8 avril 2008. Cet album laisse la place à une musique plus sombre et plus intimiste qu'auparavant, et se démarque par la présence de nombreux invités, tels que Flea, Shirley Manson de Garbage, et Peter Di Stefano.
Le bassiste annonce quelques jours après dans une interview accordée à Dave Navarro qu'il participera à la reformation de Jane's Addiction, qui recevra un prix à l'occasion des NME! Awards le 23 avril 2008. Avery a justifié ce choix sur son blog en expliquant qu'il était très flatté et honoré de voir la musique et l'héritage de Jane's Addiction récompensés.
D'après un communiqué de Trent Reznor, Eric Avery intègre le groupe Nine Inch Nails début 2013 pour une tournée mondiale. En mai 2013, Avery annonce qu'il quitte Nine Inch Nails.

## Discographie
Jane's Addiction
- 1987 : Jane's Addiction
- 1988 : Nothing's Shocking
- 1990 : Ritual de lo Habitual
- 1991 : Live and Rare (Compilation de B-Sides et le remix de "Been Caught Stealing")
- 1997 : Kettle Whistle
- 2006 : Up From the Catacombs - The Best of Jane's Addiction

Deconstruction
- 1993 : Deconstruction

Polar Bear
- 1997 : Chewing Gum [EP]
- 1999 : Why Something Instead of Nothing?

Solo
- 2008 : Help Wanted